# Europamästerskapen i europajolle
Europamästerskapen i europajolle var en kappsegling i europajolle som arrangerades mellan 1999 och 2007. Även tävlande från andra kontinenter än Europa tilläts delta i mästerskapet.

## Medaljörer

### Herrar
| Upplaga | År   | Plats                            | Guld                        | Silver                          | Brons                   |
| ------- | ---- | -------------------------------- | --------------------------- | ------------------------------- | ----------------------- |
| 1       | 1999 | Hayling Island ( Storbritannien) | Søren Johnsen Danmark       | Kristian Kjærgaard Danmark      | Jacek Zbierski Polen    |
| 2       | 2000 | Murcia ( Spanien)                | Hans Christian Hage Danmark | Søren Johnsen Danmark           | Kevin Orlandi Frankrike |
| —       | 2001 | —                                | Ingen tävling               | Ingen tävling                   | Ingen tävling           |
| 3       | 2002 | Nieuwpoort ( Belgien)            | Søren Johnsen Danmark       | Patrik Johansson Sverige        | Oscar Claeson Sverige   |
| 4       | 2003 | Palma de Mallorca ( Spanien)     | Francisco Terrasa Spanien   | Manuel Jiménez Spanien          | Joan Salamé Spanien     |
| —       | 2004 | —                                | Ingen tävling               | Ingen tävling                   | Ingen tävling           |
| 5       | 2005 | Helsingfors ( Finland)           | Teemu Rantanen Finland      | Anton Dahlberg Sverige          | Lasse Juhl Danmark      |
| 6       | 2006 | Marsala ( Italien)               | Jakob Ege Friis Danmark     | Sven Stadel Tyskland            | Marc París Spanien      |
| 7       | 2007 | L'Escala ( Spanien)              | Christian Rindom Danmark    | Jean-Christophe Gache Frankrike | Gerard Marín Spanien    |

### Damer
| Upplaga | År   | Plats                            | Guld                              | Silver                           | Brons                             |
| ------- | ---- | -------------------------------- | --------------------------------- | -------------------------------- | --------------------------------- |
| 1       | 1999 | Hayling Island ( Storbritannien) | Margriet Matthijsse Nederländerna | Shirley Robertson Storbritannien | Sarah Blanck Australien           |
| 2       | 2000 | Murcia ( Spanien)                | Margriet Matthijsse Nederländerna | Sari Multala Finland             | Sarah Macky Nya Zeeland           |
| —       | 2001 | —                                | Ingen tävling                     | Ingen tävling                    | Ingen tävling                     |
| 3       | 2002 | Nieuwpoort ( Belgien)            | Sari Multala Finland              | Trine Abrahamsen Danmark         | Sarah Macky Nya Zeeland           |
| 4       | 2003 | Palma de Mallorca ( Spanien)     | Siren Sundby Norge                | Sari Multala Finland             | Sarah Macky Nya Zeeland           |
| —       | 2004 | —                                | Ingen tävling                     | Ingen tävling                    | Ingen tävling                     |
| 5       | 2005 | Helsingfors ( Finland)           | Signe Livbjerg Danmark            | Sari Multala Finland             | Sandra Sandqvist Sverige          |
| 6       | 2006 | Marsala ( Italien)               | Sarah Gunni Danmark               | Sandrine Maury Frankrike         | Ascensión Roca de Togores Spanien |
| 7       | 2007 | L'Escala ( Spanien)              | Helen Montilla Santos Spanien     | Anette Viborg Danmark            | Elisabet Llargués Spanien         |

## Medaljtabell
| Pl. | Nation         | Guld | Silver | Brons | Totalt |
| --- | -------------- | ---- | ------ | ----- | ------ |
| 1   | Danmark        | 7    | 4      | 1     | 12     |
| 2   | Finland        | 2    | 3      | 0     | 5      |
| 3   | Spanien        | 2    | 1      | 5     | 8      |
| 4   | Nederländerna  | 2    | 0      | 0     | 2      |
| 5   | Norge          | 1    | 0      | 0     | 1      |
| 6   | Sverige        | 0    | 2      | 2     | 4      |
| 7   | Frankrike      | 0    | 2      | 1     | 3      |
| 8   | Tyskland       | 0    | 1      | 0     | 1      |
| 8   | Storbritannien | 0    | 1      | 0     | 1      |
| 10  | Nya Zeeland    | 0    | 0      | 3     | 3      |
| 11  | Australien     | 0    | 0      | 1     | 1      |
| 11  | Polen          | 0    | 0      | 1     | 1      |
|     | Totalt         | 14   | 14     | 14    | 42     |